# Золотой глобус (премия, 1960)
17-я церемония вручения премии «Золотой глобус»

10 марта 1960 год
Лучший фильм (драма): 

«Бен-Гур»
Лучший фильм (комедия): 

«В джазе только девушки»
Лучший фильм (мюзикл): 

«Порги и Бесс»
Лучший фильм, пропагандирующий мировое взаимопонимание: 

«Дневник Анны Франк»
< 16-я Церемонии вручения 18-я >
17-я церемония вручения премии «Золотой глобус» за заслуги в области кинематографа и телевидения за 1959 год состоялась 10 марта 1960 года в ночном клубе «Cocoanut Grove», отель «Амбассадор», Лос-Анджелес, Калифорния, США.
Лучшим драматическим фильмом года был признан «Бен-Гур» Уильяма Уайлера, который получил статуэтку за лучшую режиссёрскую работу, комедийным — «Некоторые любят погорячее» (в советском прокате «В джазе только девушки»). Лучшим мюзиклом назван «Порги и Бесс» Отто Премингера. Награды за лучшие мужские актёрские работы года забрали Энтони Франчоза («Карьера») и Джек Леммон («Некоторые любят погорячее»); Элизабет Тейлор («Внезапно, прошлым летом») и Мэрилин Монро («Некоторые любят погорячее») удостоены премии за лучшие женские роли.
Американский актёр и певец Бинг Кросби награждён почётной премией Сесиля Б. Де Милля за жизненные достижения.

## Статистика
| Фильм                                          | номинации | победы |
| ---------------------------------------------- | --------- | ------ |
| • Бен-Гур / Ben-Hur                            | 4         | 3      |
| • В джазе только девушки / Some Like It Hot    | 3         | 3      |
| • На берегу / On the Beach                     | 5         | 1      |
| • Дневник Анны Франк / The Diary of Anne Frank | 5         | 1      |
| • История монахини / The Nun’s Story           | 5         | 0      |

## Победители и номинанты
Здесь приведён полный список победителей и номинантов.
| Победители выделены отдельным цветом. |

### Игровое кино
| Категории                                              | Фотографии лауреатов                                  | Победители и номинанты |
| ------------------------------------------------------ | ----------------------------------------------------- | --- |
| Лучший фильм (драма)                                   |                                                       | • «Бен-Гур» (продюсер: Сэм Цимбалист) |
| Лучший фильм (драма)                                   | • «Анатомия убийства» (продюсер: Отто Премингер)      | |
| Лучший фильм (драма)                                   | • «Дневник Анны Франк» (продюсер: Джордж Стивенс)     | |
| Лучший фильм (драма)                                   | • «История монахини» (продюсер: Генри Бланк)          | |
| Лучший фильм (драма)                                   | • «На берегу» (продюсер: Стэнли Крамер)               | |
| Лучший фильм (комедия)                                 |                                                       | • «В джазе только девушки» (продюсер: Билли Уайлдер) |
| Лучший фильм (комедия)                                 | • «Операция „Нижняя юбка“» (продюсер: Роберт Артур)   | |
| Лучший фильм (комедия)                                 | • «Интимный разговор» (продюсер: Мартин Мелчер)       | |
| Лучший фильм (комедия)                                 | • «Кто была та леди?» (продюсер: Норман Красна)       | |
| Лучший фильм (комедия)                                 | • «Но не для меня» (продюсер: Джордж Ситон)           | |
| Лучший фильм (мюзикл)                                  |                                                       | • «Порги и Бесс» (продюсер: Сэмюэл Голдвин) |
| Лучший фильм (мюзикл)                                  | • «Крошка Абнер» (продюсер: Норман Панама)            | |
| Лучший фильм (мюзикл)                                  | • «Пять пенни» (продюсер: Джек Роуз)                  | |
| Лучший фильм (мюзикл)                                  | • «Скажи лишь одно для меня» (продюсер: Фрэнк Тэшлин) | |
| Лучший фильм (мюзикл)                                  | • «Частная афера» (продюсер: Дэвид Уэйсбарт)          | |
| Лучший режиссёр                                        |                                                       | • Уильям Уайлер — за фильм «Бен-Гур» |
| Лучший режиссёр                                        | • Стэнли Крамер — за фильм «На берегу»                | |
| Лучший режиссёр                                        | • Отто Премингер — за фильм «Анатомия убийства»       | |
| Лучший режиссёр                                        | • Джордж Стивенс — за фильм «Дневник Анны Франк»      | |
| Лучший режиссёр                                        | • Фред Циннеман — за фильм «История монахини»         | |
| Лучшая мужская роль (драма)                            |                                                       | • Энтони Франчоза — за фильм «Карьера» |
| Лучшая мужская роль (драма)                            | • Ричард Бёртон — за фильм «Оглянись во гневе»        | |
| Лучшая мужская роль (драма)                            | • Чарлтон Хестон — за фильм «Бен-Гур»                 | |
| Лучшая мужская роль (драма)                            | • Фредрик Марч — за фильм «Середина ночи»             | |
| Лучшая мужская роль (драма)                            | • Джозеф Шильдкраут — за фильм «Дневник Анны Франк»   | |
| Лучшая женская роль (драма)                            |                                                       | • Элизабет Тейлор — за фильм «Внезапно, прошлым летом» |
| Лучшая женская роль (драма)                            | • Одри Хепбёрн — за фильм «История монахини»          | |
| Лучшая женская роль (драма)                            | • Кэтрин Хепбёрн — за фильм «Внезапно, прошлым летом» | |
| Лучшая женская роль (драма)                            | • Ли Ремик — за фильм «Анатомия убийства»             | |
| Лучшая женская роль (драма)                            | • Симона Синьоре — за фильм «Путь наверх»             | |
| Лучшая мужская роль (комедия или мюзикл)               |                                                       | • Джек Леммон — за фильм «В джазе только девушки» |
| Лучшая мужская роль (комедия или мюзикл)               | • Кларк Гейбл — за фильм «Но не для меня»             | |
| Лучшая мужская роль (комедия или мюзикл)               | • Кэри Грант — за фильм «Операция "Нижняя юбка"»      | |
| Лучшая мужская роль (комедия или мюзикл)               | • Дин Мартин — за фильм «Кто была та леди?»           | |
| Лучшая мужская роль (комедия или мюзикл)               | • Сидни Пуатье — за фильм «Порги и Бесс»              | |
| Лучшая женская роль (комедия или мюзикл)               |                                                       | • Мэрилин Монро — за фильм «В джазе только девушки» |
| Лучшая женская роль (комедия или мюзикл)               | • Дороти Дэндридж — за фильм «Порги и Бесс»           | |
| Лучшая женская роль (комедия или мюзикл)               | • Дорис Дэй — за фильм «Интимный разговор»            | |
| Лучшая женская роль (комедия или мюзикл)               | • Ширли Маклейн — за фильм «Спросите любую девушку»   | |
| Лучшая женская роль (комедия или мюзикл)               | • Лилли Палмер — за фильм «Но не для меня»            | |
| Лучшая мужская роль второго плана                      |                                                       | • Стивен Бойд — за фильм «Бен-гур» |
| Лучшая мужская роль второго плана                      | • Фред Астер — за фильм «На берегу»                   | |
| Лучшая мужская роль второго плана                      | • Тони Рэндалл — за фильм «Интимный разговор»         | |
| Лучшая мужская роль второго плана                      | • Роберт Вон — за фильм «Молодые филадельфийцы»       | |
| Лучшая мужская роль второго плана                      | • Джозеф Н. Уэлш — за фильм «Анатомия убийства»       | |
| Лучшая женская роль второго плана                      |                                                       | • Сьюзан Конер — за фильм «Имитация жизни» |
| Лучшая женская роль второго плана                      | • Эдит Эванс — за фильм «История монахини»            | |
| Лучшая женская роль второго плана                      | • Эстель Хемсли — за фильм «Сделать гигантский шаг»   | |
| Лучшая женская роль второго плана                      | • Хуанита Мур — за фильм «Имитация жизни»             | |
| Лучшая женская роль второго плана                      | • Шелли Уинтерс — за фильм «Дневник Анны Франк»       | |
| Лучшая музыка к фильму                                 |                                                       | • «На берегу» (композитор: Эрнест Голд) |
| Лучший иностранный фильм                               |                                                       | • «Земляничная поляна» (реж. Ингмар Бергман) • «Чёрный Орфей» (реж. Марсель Камю) • «Мы — вундеркинды» (реж. Курт Хофман) • «Мост» (реж. Бернхард Викки) • «Ключ» (реж. Кон Итикава)               |
| Лучший фильм, пропагандирующий мировое взаимопонимание |                                                       | • «Дневник Анны Франк» (продюсер: Джордж Стивенс) |
| Лучший фильм, пропагандирующий мировое взаимопонимание | • «На берегу» (продюсер: Стэнли Крамер)               | |
| Лучший фильм, пропагандирующий мировое взаимопонимание | • «Сделать гигантский шаг» (продюсер: Филип Ликок)    | |
| Лучший фильм, пропагандирующий мировое взаимопонимание | • «Ставки на завтра» (продюсер: Роберт Уайз)          | |
| Лучший фильм, пропагандирующий мировое взаимопонимание | • «История монахини» (продюсер: Генри Бланк)          | |
| Лучший дебют актёра                                    |                                                       | • Джордж Хэмилтон (за фильм: Преступление и наказание по-американски) • Трой Донахью (за фильм: Имитация жизни) • Барри Коу (за фильм: Но не для меня) • Джеймс Шигета (за фильм: Кровавое кимоно) |
| Лучший дебют актёра                                    | • Майкл Каллэн (за фильм: Они приехали в Кордура)     | |
| Лучший дебют актрисы                                   |                                                       | • Энджи Дикинсон (за фильм: Рио Браво) • Джанет Манро (за фильм: Дарби О'Гилл и маленький народ) • Стелла Стивенс (за фильм: Крошка Абнер) • Тьюсдей Уэлд (за фильм: Пять пенни)                   |
| Лучший дебют актрисы                                   | • Дайан Бэйкер (за фильм: Дневник Анны Франк)         | |
| Лучший дебют актрисы                                   | • Кэрол Линли (за фильм: Синий деним)                 | |
| Лучший дебют актрисы                                   | • Ивет Мимо (за сериал: Шаг за грань)                 | |
| Лучший дебют актрисы                                   | • Синди Роббинс (за фильм: Это моя земля)             | |

### Телевизионные фильмы и сериалы
Здесь приведён полный список победителей.
| Победители выделены отдельным цветом. |

| Категории     | Фотографии лауреатов | Победители и номинанты                 |
| ------------- | -------------------- | -------------------------------------- |
| Лучший сериал |                      | • «Шоу Пэта Буна» • «Сансет-Стрип, 77» |
| Лучшее ТВ-шоу |                      | • «Шоу Дины Шор» • «Городской тост»    |

## Специальные премии
| Премии                                               | Фотографии лауреатов | Лауреаты |
| ---------------------------------------------------- | -------------------- | --- |
| Премия Сесиля Б. Де Милля                            |                      | • Бинг Кросби |
| Достижения в области телевидения                     |                      | • Эдвард Р. Мароу |
| Премия Генриетты                                     |                      | • Рок Хадсон — фаворит среди мужчин. • Дорис Дэй — фаворитка среди женщин.                                                                        |
| Специальная премия                                   |                      | • Фрэнсис Бушмен — икона немого кино. • «Бен-Гур»: Эндрю Мэртон — за режиссуру гоночной сцены на колесницах. • Рамон Новарро — икона немого кино. |
| Особые заслуги                                       |                      | • Фред Циннеман • Эндрю Мэртон |
| Специальная премия за заслуги в области журналистики |                      | • Хедда Хоппер • Луэлла Парсонс |
| Премия Сэмюэла Голдвина                              |                      | • Путь наверх (реж. Джек Клейтон) |
| За выдающиеся заслуги                                |                      | • История монахини (реж. Фред Циннеман) |